# Rancagua

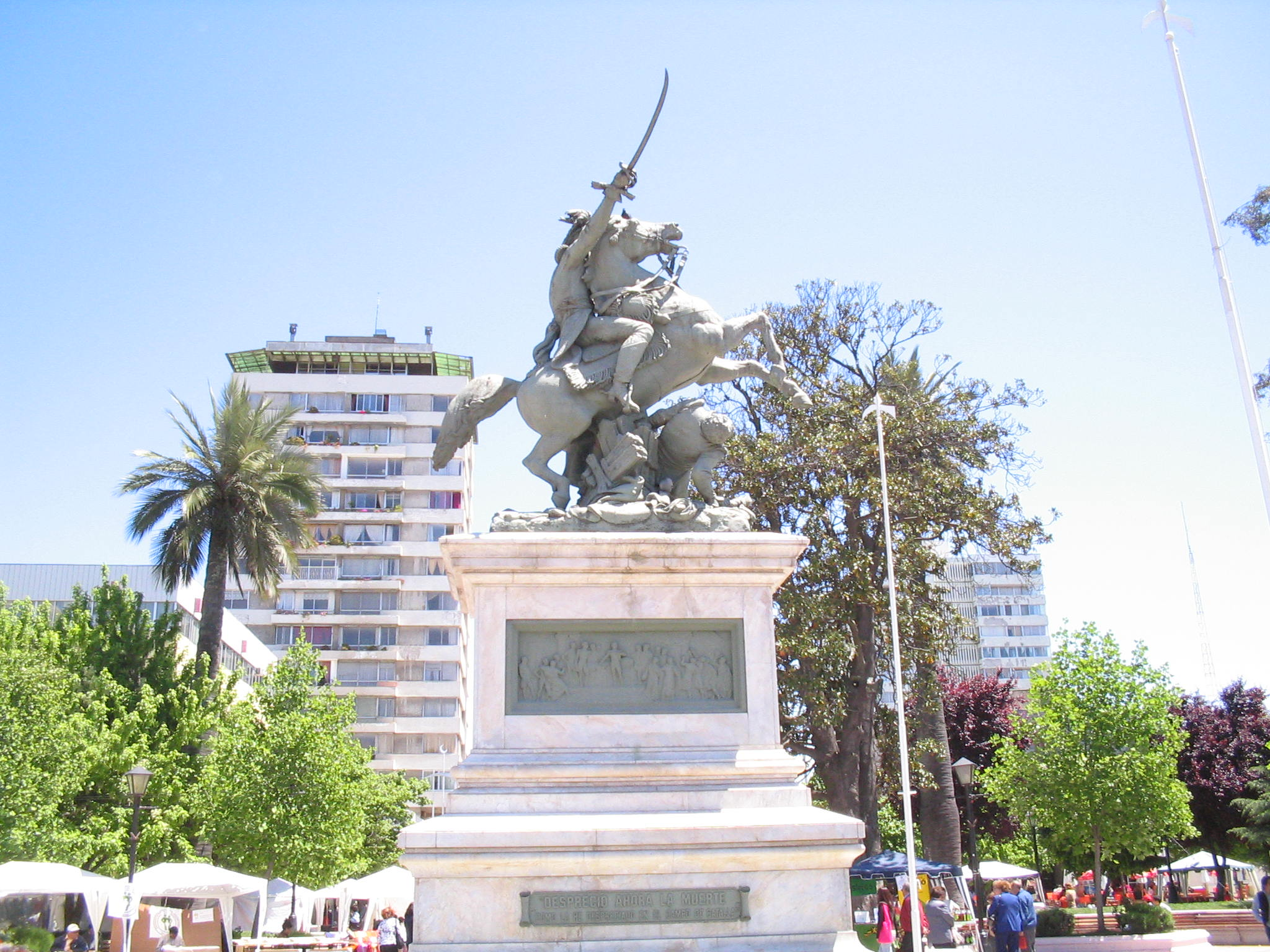
O’Higgins-Monument

Rancagua ist eine Stadt in Chile. Sie hat 231.890 Einwohner (Stand: 2017) und ist die Hauptstadt der Región del Libertador General Bernardo O’Higgins.

## Geographie
Rancagua liegt in fruchtbarer Ebene am Río Cachapoal auf 517 m und rund 87 km südlich der Hauptstadt Santiago de Chile.

## Geschichte
Die Inkas siedelten in der Nähe von Rancagua an einem Ort namens Copequén. Diese Siedlung unterstand dem Inka in Cuzco.
Der Konquistador Alonso de Córdova begann bereits früh mit der Produktion von Bekleidung und anderen handwerklichen Dingen in Rancagua. 1580 entschloss man sich mit der Doktrin von Rancagua eine Art Stadt zu bilden. Es wurde eine Kirche errichtet und später an derselben Stelle eine Kathedrale. Bis 1625 hatte die Anzahl der spanischen Siedler bereits stark zugenommen.
1687 starb ein Nachkomme von Alonso de Córdova und 152 Ureinwohner, deren Kazike Tomás Guaglén war, erhielten Landrechte. 1711 errichteten die Spanier eine kleine Militärbasis in der Stadt.
1743 begann Juan Francisco de Arrechea mit der systematischen Planung und Ordnung des Stadtgebietes nach dem Vorbild der Stadt Santa Cruz. Gouverneur José Antonio Manso de Velasco gründete die Stadt am 5. Oktober 1743. Offiziell wurden die Stadtrechte am 29. Juli 1749 vergeben.
In der Schlacht von Rancagua siegte Spanien am 1. und 2. Oktober 1814 über Bernardo O’Higgins und José Miguel Carrera.
1861 erhielt die Stadt eine Eisenbahnverbindung nach Santiago de Chile.
Im Jahr 1875 hatte die Stadt 4051 Einwohner.

## Sehenswürdigkeiten
Sehenswert sind die Termas de Cauquenes, heiße Thermalquellen mit hohen Anteilen an Magnesium und Kalium.
Der Lago Rapel (siehe Talsperre Rapel) liegt 90 km westlich der Stadt und ist ein riesiger Stausee mit rund 80 km². Dieser ist ein großes Freizeitgebiet.
Pukará del Cerro de La Compañía ist eine historische Festung.

## Wirtschaft
Die Region um Rancagua gilt als landwirtschaftlich geprägt. Angebaut werden hauptsächlich Weintrauben, Äpfel, Sonnenblumen, Tabak, Tomaten und Mais.
In der Nähe der Stadt gibt es Kupfer-, Silber- und Goldminen. Das Kupferbergwerk El Teniente mit seiner Geisterstadt Sewell ist die größte unterirdische Kupfermine der Welt.
Die Stadt liegt an der Panamericana.

## Bildgalerie

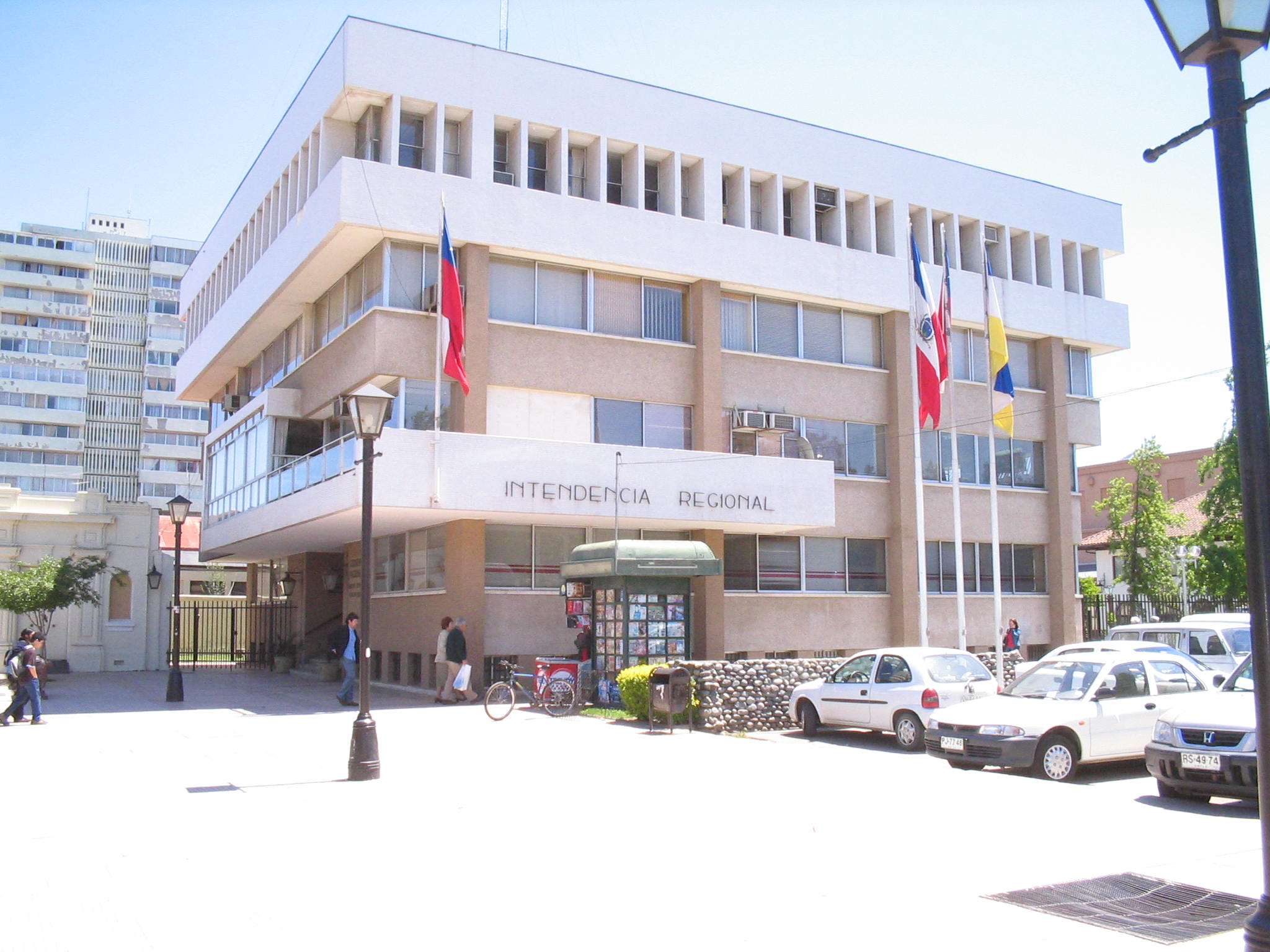
Regionalverwaltung in Rancagua
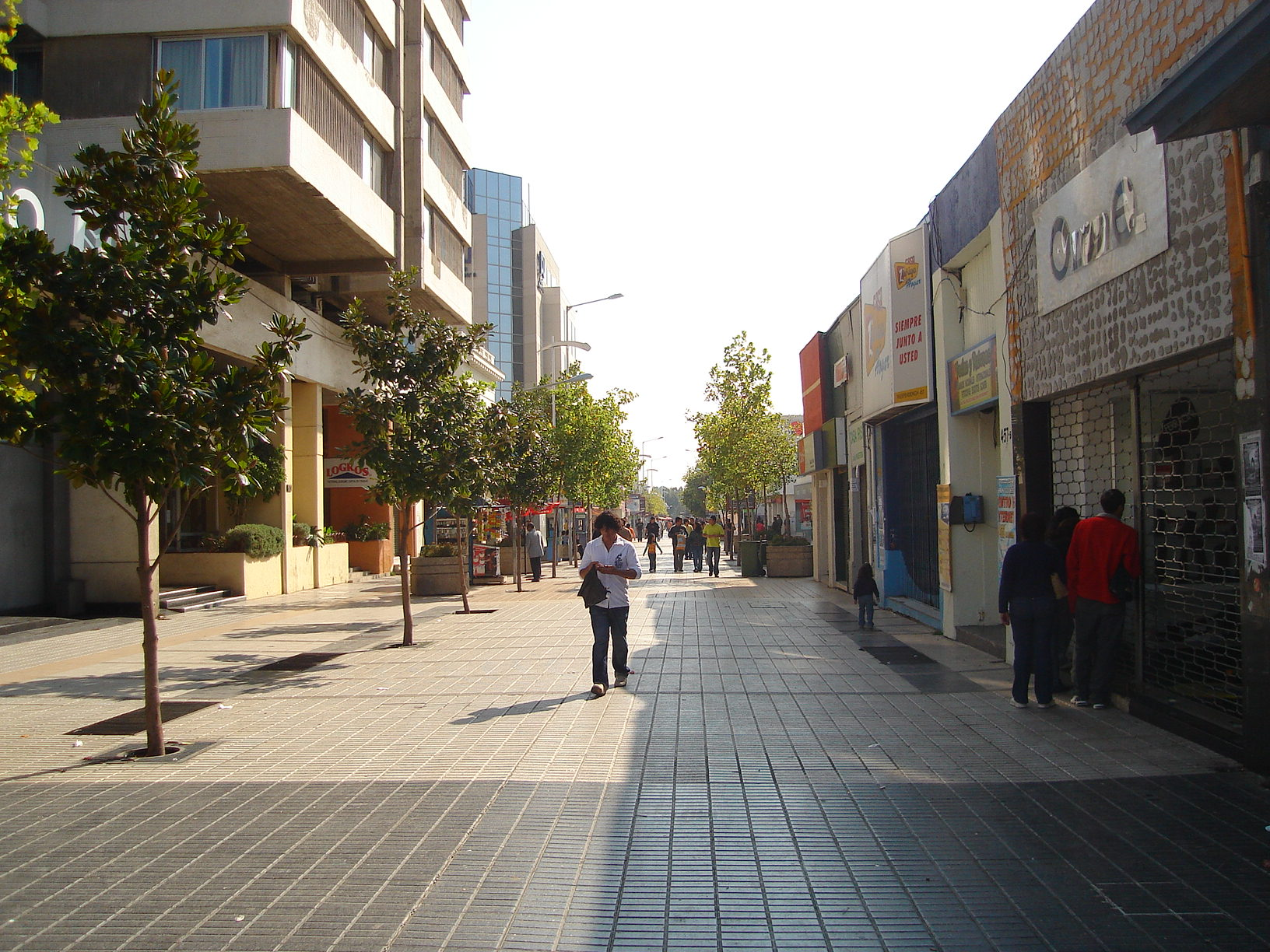
Paseo Independencia
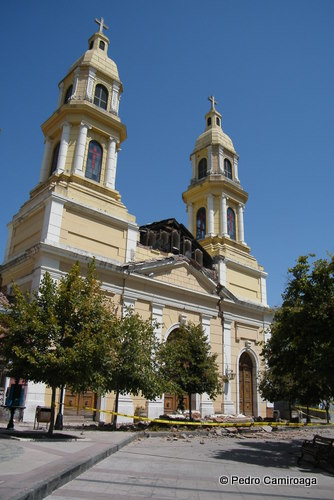
Kathedrale
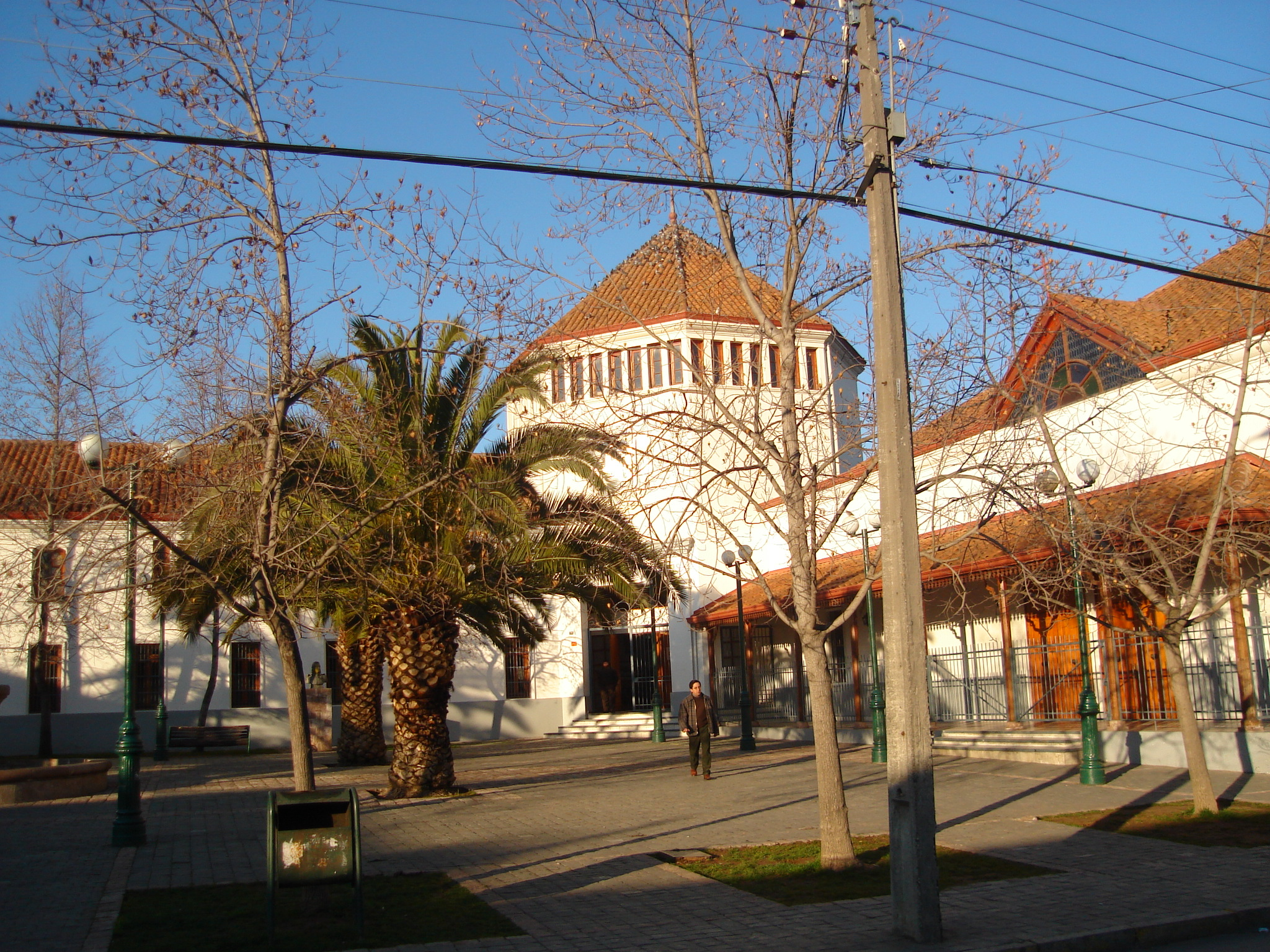
Instituto O'Higgins de Rancagua

## Söhne und Töchter der Stadt
- Germán Riesco Errázuriz (1854–1916), amtierte von 1901 bis 1906 als Präsident seines Landes
- Enrique Lobos (1887–1918), Maler
- Alfredo Lobos (1890–1917), Maler
- Alberto Lobos (1892–1925), Maler
- Guillermo Saavedra (1903–1957), Fußballspieler
- Hilda Sour (1915–2003), Sängerin und Schauspielerin
- Arturo Gatica (1921–1996), Sänger
- Lucho Gatica (1928–2018), Sänger
- Carlos Rojas (1928–1963), Fußballspieler
- Hugo Miranda (1929–1994), Radrennfahrer
- Eduardo Herrera (* 1944), Fußballspieler
- Humberto Gatica (* 1951), US-amerikanischer Plattenproduzent, Tontechniker und Arrangeur
- Jacqueline Díaz (* 1964), Tischtennisspielerin
- Rodrigo Pérez (* 1973), Fußballspieler und -trainer
- Moisés Ávila (* 1974), Fußballspieler
- Mario Núñez (* 1976), Fußballspieler
- Alejandro Osorio (* 1976), Fußballspieler
- Héctor Barra (* 1978), Fußballspieler
- Luis Flores (* 1982), Fußballspieler
- Claudio Videla (* 1982), Fußballspieler
- Alexis Cárcamo (* 1984), Fußballspieler
- José Acevedo (* 1985), Fußballspieler
- Diego Olate (* 1987), Fußballspieler
- Paulo Cárdenas (* 1988), Fußballspieler
- Sebastián Céspedes (* 1992), Fußballspieler
- Luis Casanova (* 1992), Fußballspieler
- Santiago Lizana (* 1992), Fußballspieler
- César Fuentes (* 1993), Fußballspieler
- Felipe Ochagavía (* 1993), Fußballspieler
- Bryan Rabello (* 1994), Fußballspieler
- Juan Fuentes (* 1995), Fußballspieler
- Luis Fuentes (* 1995), Fußballspieler
- Francisco Arancibia (* 1996), Fußballspieler
- Tomás Alarcón (* 1999), Fußballspieler
- Antonio Díaz (* 2000), Fußballspieler